# 후지토 치카
후지토 치카(일본어: 藤東知夏)(1985년 7월 16일)는 일본의 여성 성우이자 내레이터다. 2015년 3월 31일까지는 에이벡스 플래닝&디벨롭먼트에 소속하고 있었다.
효고현 아카시시 출신으로 키는 152 cm, 혈액형은 AB형이다. 효고현립아카시고등학교(兵庫県立明石高等学校)를 졸업했다. 에이벡스 아티스트 아카데미 성우 탤런트 코스 수료생이다.

## 인물, 내력
중학생 때에 본 『디지몬 어드벤처 02』의 영향을 받아 성우가 되기를 결심했다. 그 후, 효고현립아카시고등학교를 졸업하고 대학에 진학해 2학년때부터 오사카의 성우양성소에 다녔다. 그로부터 2년후, 양성소를 퇴소하고 상경한다. 에이벡스 아티스트 아카데미에 입학하여 다니던 중 받은 첫 애니메이션 오디션 케이온!에서 마나베 노도카 역으로 발탁되어 성우로 데뷔했다.
당시 『케이온!』의 오디션에서 긴장한 나머지 자신의 키보다 높게 설치된 마이크 앞에 서버렸는데 후지토 본인은 오디션에 합격되지 않으리라 생각했지만 그녀의 생각과는 정반대로 오디션 합격이라는 연락을 받고는 기쁜 나머지 대성통곡을 했다고 한다.
그 후는 아카데미 과정을 수료하고 2015년 3월 31일까지 에이벡스 플래닝&디벨롭먼트에 소속했다. 일시적으로 프리랜서로 활동한 이후 지금은 슈퍼 샤크 엔터테인먼트에 소속하고 있다.
동경하는 성우는 사카모토 치카와 오리카사 후미코(※모두 디지몬 시리즈에 출연)다.

## 출연작
※큰 글씨는 주인공 ・ 히로인 ・ 메인 캐릭터.

### TV 애니메이션
2009년
- 케이온! - 마나베 노도카(真鍋和)

2010년
- 케이온!! - 마나베 노도카

2011년
- 길티 크라운 - 쿄우(キョウ)

2012년
- 샤이닝 하트 〜행복의 빵〜 - 사미(サミィ)
- 골판지전기W - 유키(ユキ)

2013년
- 치하야후루2 - 관객

2015년
- 코모리양은 거절할 수 없어! -

### 극장판 애니메이션
2011년
- 영화 케이온! - 마나베 노도카

### 게임
2010년
- 케이온! 방과후 라이브!! - 마나베 노도카
- 파이트 일발! 충전쨩!! CC - 모브 캐릭터

2011년
- 데이터 카드 다스 골판지전기 - 우쿄테라 사야카(右京寺サヤカ)

2012년
- 골판지전기W - 유키

2014년
- 히어로즈 프레이스멘트 - 이가 코즈치(伊賀こづち), 오오무타 미이케(大牟田三池), 쿠로이시 후카(黒石楓華), 카와니시 노리코(川西賀子), 고쇼가타니 하라이(御所ヶ谷祓), 키타 나기사(気多渚)

### 더빙
2012년
- 굿 닥터 : 금단의 의료 기록 - 다이앤 닉슨

### 내레이션
2012년
- JSDA DANCE CUP2012
- JSDA 스트리트 댄스 검정(JSDA ストリートダンス検定)

### TV 출연
2011년
- 개운음악당(開運音楽堂) (*12월 3일 방송분)

### 이벤트 및 콘서트 출연
2009년
- 케이온! 라이브 이벤트 ~레츠 고!~ (12월 30일 ・ 요코하마 아레나)

2011년
- 케이온!! 라이브 이벤트 ~Come with Me!!~ (2월 20일 ・ 사이타마 슈퍼 아레나)
- Venus Voice GIG (10월 16일 ・ 시부야 길티(渋谷GUILTY)

2012년
- Venus Voice GIG Vol.2 (10월 21일 ・ 시부야 길티)

2013년
- AniVoice PARTY 2013 (2월 16일 ・ 대만 타이베이시)
- DreamCastTV presents 『웹일기 〜별빛의 모임〜(オトノハ 〜星明りの集い〜)』 (5월 5일 ・ 요츠야 텐마도(四谷天窓))
- 탬버린 프로듀서즈(タンバリンプロデューサーズ) 『이상한 모임6 〜땅〜(怪し会6 〜陸〜)』 (8월 22일 ‐ 25일 ・ 상투 부동 미츠죠인(もっとい不動 密蔵院)
- 골든 극장(ゴールデン劇場) 『라스트 스크럼 ~노사이드의 휘슬이 들리지 않아~(ラストスクラム 〜ノーサイドのホイッスルがきこえない〜)』 골팀 (10월 30일~11월 10일 ・ 극장 MOMO)
- DreamCastTV presents 『웹일기 〜눈꽃의 모임〜(オトノハ 〜雪花の集い〜)』 (12월 22일 ・ 에비스 텐마도.switch(恵比寿天窓.switch))

DreamCastTV presents 『オトノハ 〜雪花の集い〜』（12月22日・恵比寿天窓.switch[16]）
2014년
- mignon 이야기 모임 ~작은 생명의 이야기~(おはなし会 〜小さな命の物語〜) 출장판 (4월 20일 ・ 도쿄 쿠라부 메구로점(東京倶楽部 目黒店))
- DreamCastTV presents 『オトノハ 〜月待ちの宴〜』（7月27日・恵比寿天窓.switch[16]）

タンバリンプロデューサーズ 『怪し会7 〜漆〜』（8月28日‐31日・もっとい不動 密蔵院[22][23]）
2015년
- DreamCastTV presents 『DreamCastTV vol.26』（2月28日・大塚Hearts+[24][25]）
- Voice for you（4月4日・吉祥寺SEATA[26][27]）
- DAMEやねん×DreamCastTV 『ドリやねん！』（7月25日・吉祥寺SEATA[28]）
- 『怪し会 八雲』 オープニングアクト（8月27日‐28日・もっとい不動 密蔵院[29][30]）
- AGN@Enthena・スーパーシャークエンタテインメントプロデュース『Griffin Attract vol.1』（10月3日・渋谷VUENOS[31][32]）

### 그 외
2014년
- 파칭코パチンコ 『CR楓魂』（手毬[33][34]）
- オーディオドラマ『Alice mare』（先生幼少期、タンス 他[35][36]）

2015년
- 第一興商 LIVE DAM STUDIUM 『あにそんボーカル』（My Soul,Your Beats![37][38]）

## CD

#### 캐릭터 송
- 〈케이온!〉이미지 송 마나베 노도카 - (2009년 10월 21일)
- 〈케이온!!〉이미지 송 마나베 노도카 - (2011년 1월 19일)
- 『케이온! 라이브 이벤트 ~레츠 고!~』LIVE CD! - (2011년 11월 16일)
- 『케이온!! 라이브 이벤트 ~Come with Me!!~』LIVE CD! - (2011년 11월 16일)
- K-ON! MUSIC HISTORY'S BOX - (2013년 3월 20일)

#### 자체제작
- 「여름색 토끼. ＊い＊(夏色ウサギ。 ＊い＊)」 (2012년 10월 21일 이벤트 한정)
- 「キラメキ☆shooting star！」（2013年12月22日 イベント会場限定[41]）
- 「-lien-」（2013年12月31日 コミックマーケット85 3日目、通販 他[42][43]）
- 「咲夜此花」（2014年7月27日 イベント会場限定[44]）
- 「朝顔とニワトリ」（2015年8月16日 コミックマーケット88 3日目、通販 他[45]）

#### 그 외
- 「けいおん！」キャラセリフかるた集 読み上げ+システムボイスCD（2010年5月初旬[46]）
- ドラマCD「小説家 千葉みのりの多忙な一日」（2015年4月4日 イベント会場限定[27]）